# 오로라 (항공사)
오로라(러시아어: Аврора)는 러시아 사할린주를 기반으로 하는 지역 항공사로서, 주요 취항도시는 대한민국, 일본, 중화인민공화국, 러시아 4개국 14개 도시를 취항하고 있다. 허브 공항은 유즈노사할린스크의 유즈노사할린스크 공항을 사용한다.
아에로플로트와 코드셰어를 하고 있고, 마일리지도 아에로플로트에서 적립이 가능하다.

## 역사
오로라 항공은 러시아의 총리인 드미트리 메드베데프에 의해 창립되었다. 2013년 11월, 기존의 SAT 항공과 블라디보스토크 항공과의 합병으로 창립되어 현재의 사명으로 변경과 동시에 2013년, 두 항공사의 운항을 중지함과 동시에 같은 해 12월에 재취항을 시작했다. 현재는 30개 노선에 취항하고 있으며 128개의 노선으로 확장할 계획이다. 오로라 항공은 모기업인 아에로플로트가 소유하고 있으며, 일부는 사할린 지역정부가 소유하고 있다.

## 운항 노선
- 2014년 5월 기준으로 오로라 항공은 다음과 같은 노선을 운항하고 있다.

### 코드셰어 협정
- 오로라 항공은 다음의 항공사와 코드셰어 협정을 체결하였다.
- S7 항공 (원월드)
- 대한항공 (스카이팀)
- 아에로플로트 (스카이팀)

## 보유 기종

### 현재 보유하고 있는 기종
- 2024년 3월 기준으로 오로라 항공은 다음과 같은 기종을 보유하고 있으며 평균 기령은 14.1년이다.[1][2]